# Meteorium ciliaphyllum
Meteorium ciliaphyllum är en bladmossart som beskrevs av Luo Jian-xin 1989. Meteorium ciliaphyllum ingår i släktet Meteorium och familjen Meteoriaceae. Inga underarter finns listade i Catalogue of Life.